# أحمد السليطي
أحمد عبد الله السليطي (مواليد 30 يونيو 1997، لاعب كرة قدم قطري يجيد اللعب كلاعب وسط.
لعب سابقاً في النادي العربي ونادي قطر .